# Вишняковка (Кировоградская область)
Вишняковка (укр. Вишняківка) — село в Соколовской сельской общине Кропивницкого района Кировоградской области Украины.
Население по переписи 2001 года составляло 451 человек. Почтовый индекс — 27643. Телефонный код — 522. Код КОАТУУ — 3522581601.